# Кірієнко Олександр Володимирович
Олекса́ндр Володимирович Кіріє́нко  (нар. 8 квітня 1974, Київ, Українська РСР) — український кінорежисер, продюсер і сценарист.

## Життєпис
Випускник КДІТМ ім. І. Карпенка-Карого, кінофакультет, спеціалізація — «режисура відеофільму». По закінченню захистив диплом з відзнакою. Дипломна робота була вперше представлена в інституті у вигляді рекламних роликів.
З 1994 року займається виробництвом рекламних роликів, рекламних фільмів, музичних кліпів. На сьогодні зняв вже більше 80 роликів, більше 20 кліпів.
Працював на телебаченні. Канали: «ММЦ „Інтерньюз“», «Студія 1+1», «Новий канал», «ICTV».
З 2000 року продюсер і режисер-постановник власної продакшн-студії Propaganda House.

## Фільмографія

### Режисер
Повнометражні фільми
- Помаранчеве небо (рос. Оранжевое небо; 2006)
- Інді (рос. Инди; 2007)
- Ілюзія страху (рос. Иллюзия страха; 2008)
- Коло життя (TBA)[2][3][4][5]
- Пожежа Саніри (TBA)[6]

Телефільми
- Королева бензоколонки 2 (рос. Королева бензоколонки 2; 2004)
- Свої діти (рос. Свои дети; 2007)
- Люблю тебе до смерті (рос. Люблю тебя до смерти, 2007)
- Ворог номер один (рос. Враг номер один; 2007)
- Альпініст (рос. Альпинист; 2008)
- Іванови (рос. Ивановы; 2016)

Телесеріали
- Пробачення, мінісеріал (рос. Прощение; 2008)
- Знайденко, мінісеріал (рос. Найдёныш; (2010)
- Знайденко 2, мінісеріал (рос. Найдёныш 2; (2011)
- Остання хвилина, телесеріал (рос. Последняя минута; 2010—2011)
- Була тобі кохана, мінісеріал (рос. Была тебе любимая; 2011)
- Соло на саксофоні, мінісеріал (рос. Соло на саксофоне; 2012)
- Допитлива Варвара, мінісеріал (рос. Любопытная Варвара; 2012)
- Лабіринти долі, мінісеріал (рос. Лабиринты судьбы; 2014)
- Пітєр-Москва, мінісеріал (рос. Питер-Москва; 2014)
- Під шпилькою, мінісеріал (рос. Под каблуком; 2014)
- Сніг та зола, мінісеріал (рос. Снег и пепел; 2015)
- Вбивство на трьох, мінісеріал (рос. Убийство на троих; 2015)
- Перехрестя, мінісеріал (рос. Перекрёстки; 2017)
- Чуже життя, телесеріал (рос. Две жизни; 2017)
- Русалки, телесеріал (рос. Русалки; 2018-)
- Найкращий сищик (н/д; 2020-)

### Сценарист
- Інді (рос. Инди; 2007)
- Ілюзія страху (рос. Иллюзия страха; 2008)
- Пробачення (рос. Прощение; 2008)

### Продюсер
- Помаранчеве небо (рос. Оранжевое небо; 2006)